# Meer van Thun
Het Meer van Thun (Duits: Thunersee) ligt in Zwitserland, specifieker in het Berner Oberland aan de noordelijke rand van de Alpen. In het Nederlands blijft de naam vaak onvertaald, dus Thunersee. Het meer is genoemd naar de stad Thun aan het noordwesten van het meer.
De rivier de Aare is de grootste rivier die door het meer stroomt. Bij Thun stroomt de Aare weer verder het meer uit. Een tweede rivier die het meer in stroomt, is de Kander. Bij elkaar stroomt water het meer in uit een gebied van 2500 km². Het meer ligt op 558 meter hoogte, omvat 48,3 km² en is tot 217 meter diep.
Na de laatste ijstijd vormde zich daar waar nu twee meren liggen, de Wendelsee. Door sedimentatie van materiaal uit de omliggende bergen werd in het midden van de zee een ophoging gevormd. Hier vindt men nu de plaats Interlaken. Aan de westkant van Interlaken bevindt zich het meer van Thun en aan de oostzijde het meer van Brienz.
De belangrijkste steden aan het meer zijn Thun, Interlaken en Spiez. De BLS vaart met 10 schepen op het meer.
Het meer beschermt Bern, dat stroomafwaarts aan de Aare ligt, voor te veel water. De afstroomsnelheid van de Aare is beperkt, daarom overstroomt het bij veel aanbod van water. Dat gebeurt bijvoorbeeld door noodweer of bij veel smeltwater. Dat teveel aan water in het meer zorgt dan wel voor overlast in Thun.
Aan de oevers van de Thunersee ligt het kasteel van Oberhofen.